# Nanjing Automobile

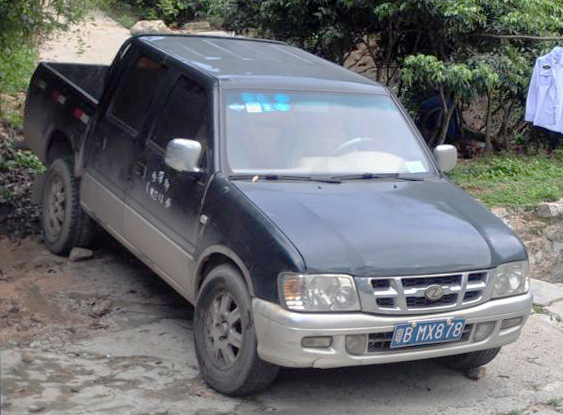
Yuejin NJ1022PBS2 produkowany przez Nanjing Automobile Group

Nanjing Automobile (Group) Corporation (NAC; chiń. upr. 南京汽车集团有限公司; chiń. trad. 南京汽車集團有限公司; pinyin Nánjīng Qìchē Jítuán Yǒuxiàn Gōngsī) – chińskie przedsiębiorstwo branży motoryzacyjnej zajmujące się produkcją samochodów osobowych, ciężarowych i autobusów, z siedzibą w Nankinie.
Założone w 1947, jest najstarszym producentem samochodów w Chinach. W 1958 spółka wyprodukowała pierwszy samochód dostawczy konstrukcji rodzimej.
W 2005 przedsiębiorstwo nabyło bankrutującą spółkę MG Rover Group, stając się właścicielem marki MG. Dwa lata później Nanjing Automobile Group został przejęty przez Shanghai Automotive Industry Corporation (SAIC). W latach 1999–2007 przedsiębiorstwo wraz z Fiatem było współwłaścicielem spółki joint venture Nanjing Fiat Automobile.